# Воеводин, Александр Дмитриевич
Александр Дмитриевич (Димитриевич) Воеводин (1857—1903) — русский географ, журналист и писатель

; один из авторов «Энциклопедического словаря Брокгауза и Ефрона».
Об его детстве и отрочестве информации практически не сохранилось, да и прочие биографические сведения о нём очень скудны и отрывочны; известно лишь, что Александр Воеводин родился в 1857 году. 
Получив необходимое образование, стал одним из сотрудников «Энциклопедического словаря Брокгауза и Ефрона», где размещал свои статьи по отделу Географии Российской империи за подписью «А. Д. В.».
Среди отдельных литературных произведений А. Д. Воеводина наиболее известны две книги автобиографического характера изданные в самом начале XX века в городе Санкт-Петербурге под псевдонимом «Н. И. Галицкий» под названиями: «На берегах Невы…» (1901 год) и «Гг. читателям и Гг. писателям» (1902 год).
Александр Дмитриевич Воеводин скончался в 1903 году.